# Papua-neuguineische Rugby-League-Nationalmannschaft
Die papua-neuguineische Rugby-League-Nationalmannschaft, auch bekannt unter ihrem Spitznamen Kumuls, vertritt Papua-Neuguinea auf internationaler Ebene in der Sportart Rugby League. Sie zählt zu den stärksten Nationalmannschaften der Welt und nimmt regelmäßig an der Rugby-League-Weltmeisterschaft teil. Rugby League gilt als Nationalsport von Papua-Neuguinea.

## Geschichte
Rugby League kam im Laufe des Zweiten Weltkriegs durch australische Soldaten nach Papua-Neuguinea und erlangte dort schnell große Popularität. 1975 absolvierte die Nationalmannschaft ihr erstes Länderspiel, welches sie mit 12:40 gegen England verlor. Ab 1985 nahmen die Kumuls erstmals an einer Weltmeisterschaft teil und landeten auf dem vierten von fünf Plätzen. Bei der nächsten Ausgabe wurde man sieglos Letzter. Erst bei der WM 2000 überzeugte Papua-Neuguinea mit drei Siegen und Platz eins in der Vorrunde, scheiterte aber im Viertelfinale an Wales. Dann gelang allerdings 17 Jahre lang kein Sieg bei WM-Endrunden mehr. 2009 gewannen die Kumuls mit dem Pacific Cup jedoch ihren ersten Titel. 2017 waren sie erstmals Co-Gastgeber einer WM-Endrunde und gewannen alle drei Vorrundenspiele, scheiterten im Viertelfinale an England.